# Palácio da Pena
Het Paleis van Pena (Portugees: Palácio Nacional da Pena)  is het voormalig zomerpaleis van de Portugese koninklijke familie. Het staat op de top van een heuvel, op 450 meter hoogte, boven de Portugese stad Sintra. In het gebouw worden verschillende bouwstijlen gecombineerd, zoals de Moorse, de Manuelstijl, neoromaansestijl, de neorenaissance en de neogotiek. Deze combinatie is een duidelijke uiting van de romantische stroming uit de 19e eeuw met zijn hang naar exotisme.
Het paleis werd gebouwd in opdracht van Ferdinand II van Portugal, de tweede echtgenoot van koningin Maria II van Portugal. Het werd gebouwd op de resten van een Hiëronymietenklooster, naar een ontwerp van Wilhelm Ludwig von Eschwege. In 1910 vond de Oktoberrevolutie plaats en werd Portugal een republiek. De laatste koningin, Marie Amélie van Orléans bleef tot de Eerste Wereldoorlog in het paleis wonen waarna ze naar Frankrijk vertrok. Sindsdien is het paleis een museum en is er aan het interieur weinig veranderd. Het paleis staat sinds 1995 op de werelderfgoedlijst van UNESCO, samen met een aantal andere paleizen in de omgeving.
Het paleis is beschilderd in blauw, roze en geel en op veel plaatsen zijn de muren betegeld met Azulejos. Het gebouw heeft torens, kantelen, gouden koepels en waterspuwers. Het interieur ademt een exotische en decadente sfeer uit. De kloostergang van het vroegere klooster is in het gebouw opgenomen. De balzaal heeft Duitse glas in loodramen en twee paar identieke levensgrote fakkeldragers met tulband. Verder zijn de Arabische kamer, de groene slaapkamer in de donjon en de Tritonpoort opvallende onderdelen van het gebouw, net als de kapel Nossa Senhora da Pena waar het retabel van marmer en albast, toegeschreven aan de in Portugal zeer actieve Franse beeldhouwer Nicolas Chantereine (1470-1551), de aardbeving van Lissabon van 1755 wonderwel heeft overleefd. 
Het paleis kijkt uit op een standbeeld van een middeleeuwse ridder. In de sokkel is het wapen van de architect gegraveerd. Het paleis staat niet ver van het veel oudere kasteel Castelo dos Mouros. 
Rondom het gebouw ligt het Parque de Pena dat meer dan 200 hectare groot is. Het is een landschapstuin met een labyrintisch netwerk van smalle paden en wegen. Cruz Alta, het hoogste punt, ligt op 529 m en biedt een zicht op de weelderige vegetatie van de Serra de Sintra. In het park bevindt zich onder meer het Chalet da Condessa d'Edla dat aan de buitenkant met kurk versierd is. Koning Ferdinand II liet dit romantisch chalet bouwen voor zijn tweede vrouw, de operazangeres Elisa Hensler.

## Galerij

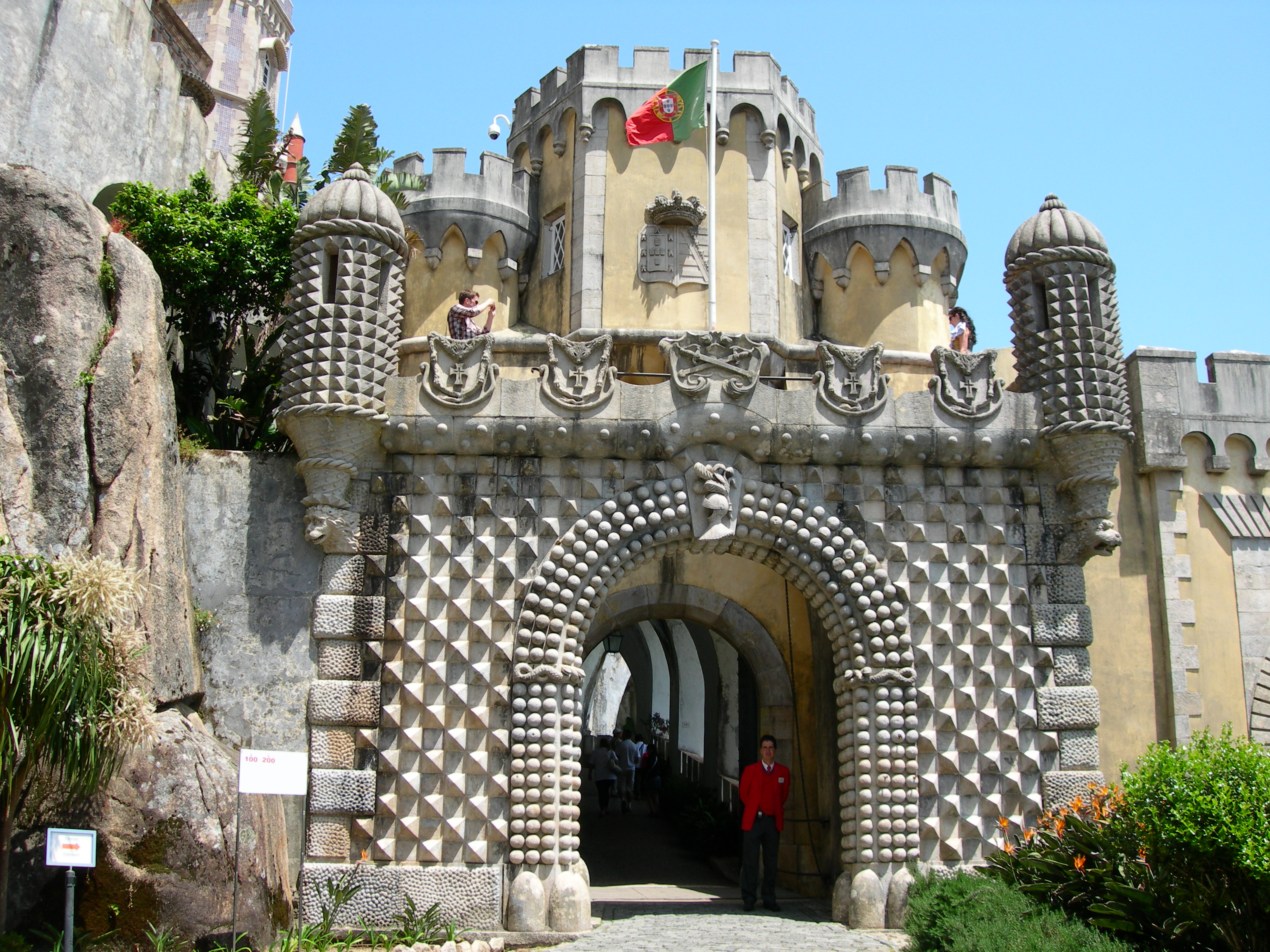
De toegangspoort
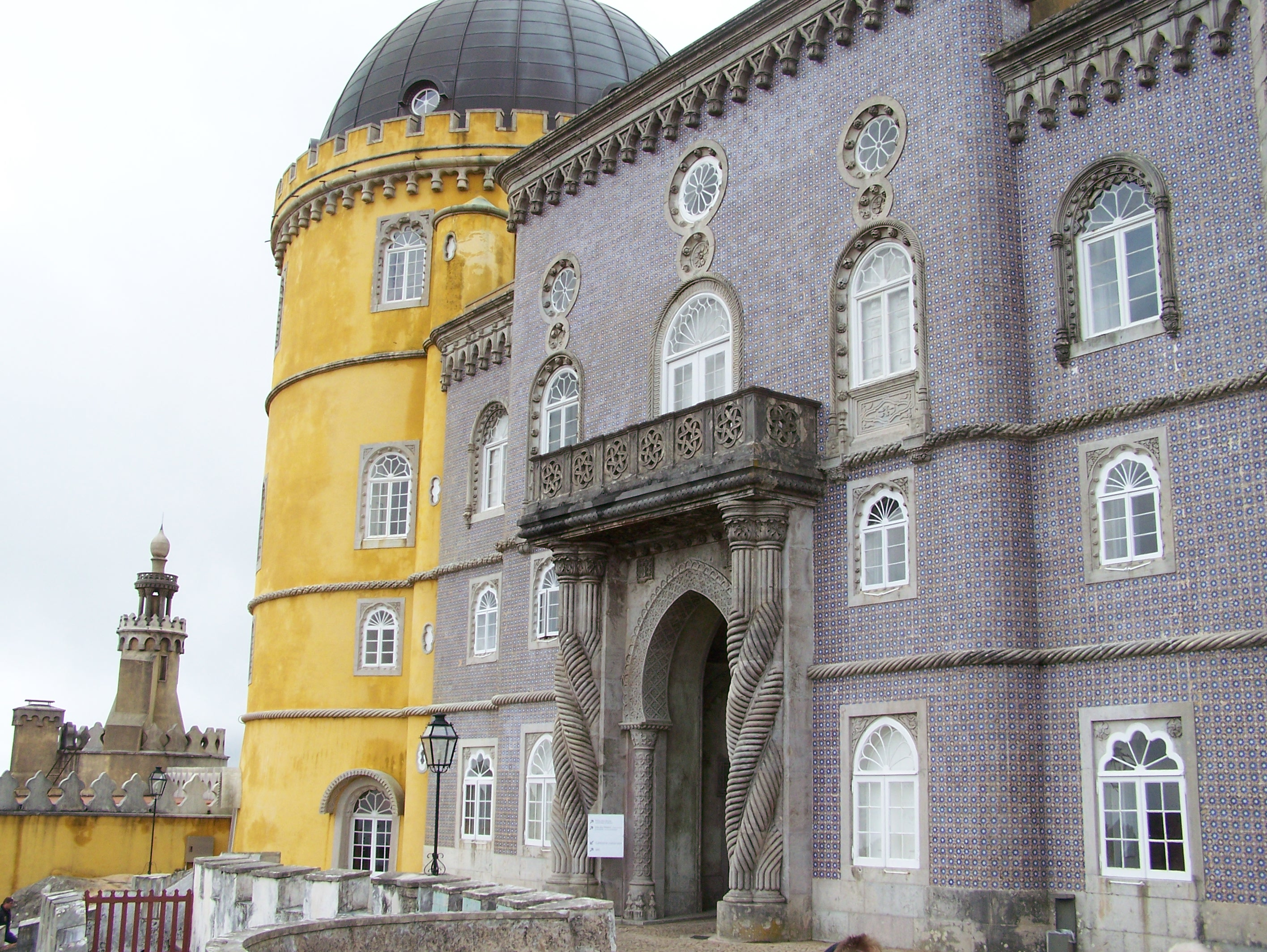
De ingang
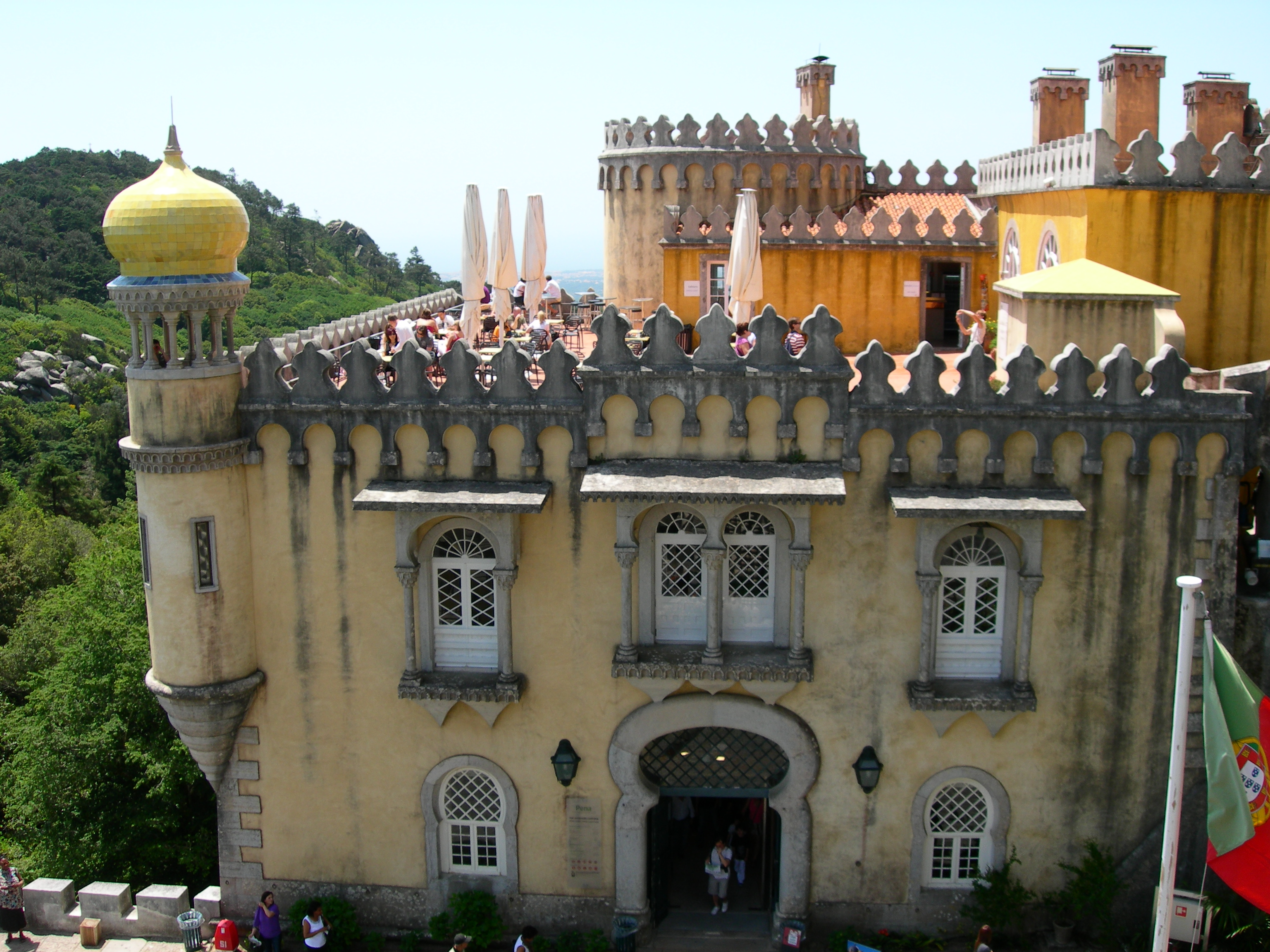
Oosterse bouwstijl
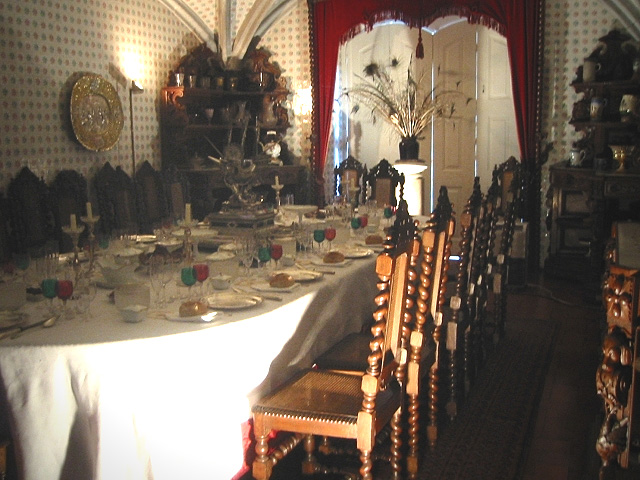
De eetzaal